# Тарбуні Пука
ФК «Тарбуні Пука» (алб. Klubi i Futbollit Tërbuni Pukë) — албанський футбольний клуб з міста Пука, заснований у 1936 році. Виступає в Першій лізі. Домашні матчі приймає на стадіоні «Ісмаїл Кхемалі», потужністю 3 750 глядачів.